# Popowia velutina
Popowia velutina är en kirimojaväxtart som beskrevs av George King. Popowia velutina ingår i släktet Popowia och familjen kirimojaväxter. IUCN kategoriserar arten globalt som akut hotad. Inga underarter finns listade i Catalogue of Life.